# Lijst van afleveringen van Zeg 'ns Aaa
Dit is een lijst van afleveringen van Zeg 'ns Aaa, een komedie die van 1981 tot 1993 op de Nederlandse televisie werd uitgezonden.

## Nederland

### Seizoen 1 (1981)
| Aflevering (seizoen)                                                                    | Aflevering (serie) | Titel                                         | Uitzenddatum |  |
| --------------------------------------------------------------------------------------- | ------------------ | --------------------------------------------- | ------------ |  |
| 1                                                                                       | 1                  | Moe/Dolle Mina                                | 01-01-1981   |  |
| Dokter Lydie is voor het eerst bij de bevalling van een Bewust Ongehuwde Moeder.        |                    |                                               |              |  |
| 2                                                                                       | 2                  | Hoe vertel ik het../De minnaar en zijn pieper | 08-01-1981   |  |
| Hans Lansberg blijft voor het eerst slapen bij Lydie. Koos gaat door zijn rug.          |                    |                                               |              |  |
| 3                                                                                       | 3                  | Overwerkt/Een helpende hand                   | 15-01-1981   |  |
| Mien Dobbelsteen ziet het niet meer zitten en gaat overspannen naar huis.               |                    |                                               |              |  |
| 4                                                                                       | 4                  | Kamernood                                     | 22-01-1981   |  |
| Nancy helpt krakers. Koos en Mien behangen de zolderkamer.                              |                    |                                               |              |  |
| 5                                                                                       | 5                  | Slachtpaarden                                 | 29-01-1981   |  |
| Nancy protesteert in de haven van Rotterdam tegen de mishandeling van slachtpaarden.    |                    |                                               |              |  |
| 6                                                                                       | 6                  | Waar is Hans Lansberg?                        | 05-02-1981   |  |
| Lydie maakt zich ongerust over Hans. Koos en Mien gaan vissen in een bootje.            |                    |                                               |              |  |
| 7                                                                                       | 7                  | De auto                                       | 12-02-1981   |  |
| Koos Dobbelsteen heeft een auto gekocht. De moeder van Lydie komt logeren.              |                    |                                               |              |  |
| 8                                                                                       | 8                  | Lenen                                         | 19-02-1981   |  |
| Koos en Mien maken ruzie over de auto. Ook Lydie en Hans hebben hun eerste echte ruzie. |                    |                                               |              |  |

### Seizoen 2 (1982)
| Aflevering (seizoen)                                                                      | Aflevering (serie) | Titel                      | Uitzenddatum |  |
| ----------------------------------------------------------------------------------------- | ------------------ | -------------------------- | ------------ |  |
| 1                                                                                         | 9                  | Pizza                      | 01-01-1982   |  |
| Lydie is ziek. De rest van de familie wordt dat ook door de pizza's van Koos.             |                    |                            |              |  |
| 2                                                                                         | 10                 | De zus van Hans/De bontjas | 04-01-1982   |  |
| Koos ziet Hans lopen met een beeldschone zuster, die een bontjasje draagt.                |                    |                            |              |  |
| 3                                                                                         | 11                 | De Flat                    | 11-01-1982   |  |
| Gert Jan mag de flat van Hans een tijdje lenen. Hij maakt er een Bed and Breakfast van.   |                    |                            |              |  |
| 4                                                                                         | 12                 | Ankie                      | 18-01-1982   |  |
| Nancy neemt het punkmeisje Ankie dat van huis is weggelopen mee naar haar huis.           |                    |                            |              |  |
| 5                                                                                         | 13                 | De leerplicht              | 25-01-1982   |  |
| Mien ergert zich groen en geel aan Ankie. Gelukkig weet Hans een oplossing.               |                    |                            |              |  |
| 6                                                                                         | 14                 | De eerste prijs            | 01-02-1982   |  |
| Gert Jan wint de eerste prijs in een fotowedstrijd en koopt een auto van het prijzengeld. |                    |                            |              |  |
| 7                                                                                         | 15                 | Eindexamen                 | 08-02-1982   |  |
| Nancy doet eindexamen. Gert Jan neemt zijn nieuwe vriendin Nel mee naar huis.             |                    |                            |              |  |
| 8                                                                                         | 16                 | Middagje vissen/Kenia      | 15-02-1982   |  |
| Nancy vertrekt als ontwikkelingswerker naar Kenia. De familie organiseert een feest.      |                    |                            |              |  |

### Seizoen 3 (1983-1984)
| Aflevering (seizoen)                                                                        | Aflevering (serie) | Titel                        | Uitzenddatum |  |
| ------------------------------------------------------------------------------------------- | ------------------ | ---------------------------- | ------------ |  |
| 1                                                                                           | 17                 | Jarige Mien                  | 01-11-1983   |  |
| Mien is jarig. Iedereen geeft haar een horloge. Hans vraagt Lydie ten huwelijk.             |                    |                              |              |  |
| 2                                                                                           | 18                 | De verbouwing                | 08-11-1983   |  |
| Hans, Lydie, Mien en Koos verbouwen het kamertje van Nancy tot studeerkamer van Hans.       |                    |                              |              |  |
| 3                                                                                           | 19                 | Pien                         | 15-11-1983   |  |
| De huiskamer wordt behangen. Gert Jan introduceert zijn nieuwe vriendin Pien.               |                    |                              |              |  |
| 4                                                                                           | 20                 | Bed-side manners             | 22-11-1983   |  |
| Gert Jan en Pien starten het medisch studentencollectief. Lydie en Hans zijn sceptisch.     |                    |                              |              |  |
| 5                                                                                           | 21                 | Twee keer Hans               | 06-12-1983   |  |
| Mien bezoekt haar nichtje Joke in het ziekenhuis. Zij vertelt dat ze gaat trouwen.          |                    |                              |              |  |
| 6                                                                                           | 22                 | De rode knop                 | 13-12-1983   |  |
| Koos heeft hoofdpijn. Oma belandt in het ziekenhuis na een inbraak in haar huis.            |                    |                              |              |  |
| 7                                                                                           | 23                 | Liefde op het eerste gezicht | 20-12-1983   |  |
| Koos en Mien gaan naar het huwelijk van Miens nichtje. Zij hebben een lied ingestudeerd.    |                    |                              |              |  |
| 8                                                                                           | 24                 | De Achterhoek                | 27-12-1983   |  |
| Lydie en Hans willen een datum prikken voor hun huwelijk tijdens een weekendje Achterhoek.  |                    |                              |              |  |
| 9                                                                                           | 25                 | Koos ontslagen               | 03-01-1984   |  |
| Koos is ontslagen en zit zonder werk. Hij begint een eigen bedrijfje.                       |                    |                              |              |  |
| 10                                                                                          | 26                 | De Sportschool               | 10-01-1984   |  |
| Gert Jan wil met Pien het huis naast dat van Lydie kopen om er een sportschool te beginnen. |                    |                              |              |  |
| 11                                                                                          | 27                 | Nachtmerries                 | 17-01-1984   |  |
| Gert Jan en Pien gaan langs bij een sportschool. Gert Jan krijgt er nachtmerries van.       |                    |                              |              |  |
| 12                                                                                          | 28                 | De 'Maat'                    | 24-01-1984   |  |
| Mien is het er niet mee eens dat Koos een maat aanneemt voor een klus bij de dokters.       |                    |                              |              |  |
| 13                                                                                          | 29                 | Paëlla                       | 31-01-1984   |  |
| Lydie heeft een dag dat alles in het honderd loopt. De verbouwing is in volle gang.         |                    |                              |              |  |
| 14                                                                                          | 30                 | Vreemdgaan                   | 07-02-1984   |  |
| Lydie laat als huwelijkscadeau een portret schilderen. Mien en Koos moeten afdansen.        |                    |                              |              |  |
| 15                                                                                          | 31                 | De Trouwjurk                 | 14-02-1984   |  |
| Lydie gaat met Mien een middag op pad om een trouwjurk uit te zoeken.                       |                    |                              |              |  |
| 16                                                                                          | 32                 | Twee vliegen in één klap     | 21-02-1984   |  |
| Het is de trouwdag van Lydie en Hans. Gert Jan en Pien zijn die dag ook stiekem getrouwd.   |                    |                              |              |  |

### Seizoen 4 (1984-1985)
| Aflevering (seizoen) | Aflevering (serie) | Titel                          | Uitzenddatum |  |
| --- | ------------------ | ------------------------------ | ------------ |  |
| 1 | 33                 | Paars is niet lelijk           | 20-10-1984   |  |
| Koos krijgt ongelukje met een verfpot. Pien doet een zwangerschapstest. |                    |                                |              |  |
| 2 | 34                 | 'n Kruidnageltje doet wonderen | 27-10-1984   |  |
| Pien is zwanger. Mien heeft kiespijn. |                    |                                |              |  |
| 3 | 35                 | De allessnijder                | 03-11-1984   |  |
| Thea komt kennismaken. In de woonkamer wordt een allessnijder gedemonstreerd.                                                                                                  |                    |                                |              |  |
| 4 | 36                 | Kinderpret                     | 10-11-1984   |  |
| Thea houdt haar eerste kinderspreekuur. |                    |                                |              |  |
| 5 | 37                 | Bruin brood                    | 17-11-1984   |  |
| Mien gaat op dieet. Koos moet meedoen. |                    |                                |              |  |
| 6 | 38                 | 'n Scheve schaats              | 24-11-1984   |  |
| Hans gaat schaatsen met Thea. |                    |                                |              |  |
| 7 | 39                 | Çanci                          | 01-12-1984   |  |
| Hans' zuster Çanci komt op bezoek. |                    |                                |              |  |
| 8 | 40                 | Sleutels                       | 08-12-1984   |  |
| Hans gaat naar Finland om daar de Alternatieve Elfstedentocht te schaatsen. Lydie is de sleutels kwijt.                                                                        |                    |                                |              |  |
| 9 | 41                 | Karel                          | 15-12-1984   |  |
| Koos heeft een nieuwe televisie gekocht, zeer tegen de zin van Mien. Hans rijdt de Alternatieve Elfstedentocht. Op televisie wordt een samenvatting uitgezonden.               |                    |                                |              |  |
| 10 | 42                 | Tot de rand gevuld             | 22-12-1984   |  |
| Hans, Gert Jan en Koos gaan vissen. |                    |                                |              |  |
| 11 | 43                 | Aerobics                       | 29-12-1984   |  |
| Pien gaat tegen de wil van Gert Jan toch aerobicsles geven. |                    |                                |              |  |
| 12 | 44                 | Potje tennis                   | 05-01-1985   |  |
| Lydie gaat tennissen. (Schrijver was Roger Cornish. Hij was de winnaar van een wedstrijd voor tv-scenario's.)                                                                  |                    |                                |              |  |
| 13 | 45                 | De vader van Lydie             | 12-01-1985   |  |
| Lydies dood gewaande vader komt op bezoek. |                    |                                |              |  |
| 14 | 46                 | Tutti frutti                   | 19-01-1985   |  |
| Mien en Hülja gaan bij Lydie op zolder op zoek naar oude jurken. |                    |                                |              |  |
| 15 | 47                 | What's in a .../De buurman     | 26-01-1985   |  |
| Lydie hoopt dat ze vernoemd wordt. Koos heeft mot met de buurman. |                    |                                |              |  |
| 16 | 48                 | Jopie                          | 02-02-1985   |  |
| Mien verleidt Jopie. |                    |                                |              |  |
| 17 | 49                 | Moppie                         | 09-02-1985   |  |
| Map en Thea willen een kind. |                    |                                |              |  |
| 18 | 50                 | Koos gaat uit zijn broek       | 16-02-1985   |  |
| Koos heeft buikpijn, maar wil niet dat dokter Lydie daar naar kijkt. Hij heeft een blindedarmontsteking en moet met spoed geopereerd worden. Mien verdwaalt in het ziekenhuis. |                    |                                |              |  |
| 19 | 51                 | Toneelspelen                   | 23-02-1985   |  |
| Koos wil nog niet naar huis en speelt toneel. |                    |                                |              |  |
| 20 | 52                 | Aaaah!                         | 02-03-1985   |  |
| Pimmetje, de zoon van Gert Jan en Pien wordt geboren. |                    |                                |              |  |

### Seizoen 5 (1985-1986)
| Aflevering (seizoen) | Aflevering (serie) | Titel                      | Uitzenddatum |  |
| --- | ------------------ | -------------------------- | ------------ |  |
| 1 | 53                 | Houd de dief               | 30-10-1985   |  |
| Mien en Koos gaan op vakantie naar Frankrijk, maar slapen in de Bloemstraat.                                                                    |                    |                            |              |  |
| 2 | 54                 | Geen Camping               | 01-11-1985   |  |
| Mien en Koos kunnen geen camping vinden. |                    |                            |              |  |
| 3 | 55                 | Lekke Band                 | 06-11-1985   |  |
| De camper heeft een lekke band. Mien en Koos worden uitgenodigd op een bruiloft.                                                                |                    |                            |              |  |
| 4 | 56                 | Brandstofpech              | 13-11-1985   |  |
| Koos gaat tanken. Jopie komt ze redden en neemt een nieuwe vriendin mee.                                                                        |                    |                            |              |  |
| 5 | 57                 | 'n Moeilijke patiënt       | 20-11-1985   |  |
| Mien doet mee aan een radiospelletje. Hans is terug uit Griekenland vanwege een zieke professor.                                                |                    |                            |              |  |
| 6 | 58                 | Een eigen huis...          | 27-11-1985   |  |
| Lydie komt onverwachts thuis. Hans is dan alweer onderweg naar Griekenland.                                                                     |                    |                            |              |  |
| 7 | 59                 | De thuiskomst              | 04-12-1985   |  |
| Lydie haalt Hans op van het vliegveld. |                    |                            |              |  |
| 8 | 60                 | Problemen                  | 11-12-1985   |  |
| Lydie wordt aangehouden. Haar rijbewijs blijkt verlopen.                                                                                        |                    |                            |              |  |
| 9 | 61                 | Angst                      | 18-12-1985   |  |
| Lydie krijgt haar eerste rijles. |                    |                            |              |  |
| 10 | 62                 | Vreten op aarde            | 25-12-1985   |  |
| Hans en Lydie organiseren een kerstdiner. Een oude vriend van Hans komt eten. Koos huurt een smoking.                                           |                    |                            |              |  |
| 11 | 63                 | Mevrouw Hamer              | 01-01-1986   |  |
| Mevrouw Hamer zit in de wachtkamer. |                    |                            |              |  |
| 12 | 64                 | Koos kampioen              | 08-01-1986   |  |
| Koos doet mee aan een wielerwedstrijd. Lydie is jarig en krijgt van haar moeder de broche van oma. Die broche is de volgende ochtend verdwenen. |                    |                            |              |  |
| 13 | 65                 | De oom van Hulja           | 15-01-1986   |  |
| Oom Kemal bezeert zijn been. |                    |                            |              |  |
| 14 | 66                 | Geslaagd!                  | 29-01-1986   |  |
| Lydie haalt haar rijbewijs. |                    |                            |              |  |
| 15 | 67                 | Zorgen                     | 05-02-1986   |  |
| Er zijn plannen voor het dichtmaken van de tussendeur. Koos speelt voor de laatste keer chauffeur voor Lydie.                                   |                    |                            |              |  |
| 16 | 68                 | Babykleertjes              | 19-02-1986   |  |
| Gert Jan gaat met Map mee om babykleertjes te kopen. Koos maakt de tussendeur dicht.                                                            |                    |                            |              |  |
| 17 | 69                 | Ouderdom komt met gebreken | 26-02-1986   |  |
| Mien heeft een bril nodig. |                    |                            |              |  |
| 18 | 70                 | Rijles                     | 12-03-1986   |  |
| Koos gaat mee als Mien rijles heeft. |                    |                            |              |  |
| 19 | 71                 | Foutje!                    | 02-04-1986   |  |
| Koos en Jopie plakken etiketten in truien. |                    |                            |              |  |
| 20 | 72                 | Nieuwe Spullen             | 09-04-1986   |  |
| Lydie koopt nieuwe meubeltjes op de veiling. |                    |                            |              |  |

### Seizoen 6 (1986-1987)
| Aflevering (seizoen)                                                                                      | Aflevering (serie) | Titel            | Uitzenddatum |  |
| --- | ------------------ | ---------------- | ------------ |  |
| 1 | 73                 | Dat moet toch... | 10-11-1986   |  |
| Hans koopt een boot.                                                                                      |                    |                  |              |  |
| 2 | 74                 | Poes             | 17-11-1986   |  |
| Hans koopt een motor.                                                                                     |                    |                  |              |  |
| 3 | 75                 | 'n Handje helpen | 24-11-1986   |  |
| Jopie heeft een aggregaat voor de boot.                                                                   |                    |                  |              |  |
| 4 | 76                 | Vissie kijken    | 01-12-1986   |  |
| Pimmetje komt en gaat mee visje kijken bij Koos.                                                          |                    |                  |              |  |
| 5 | 77                 | Bij de tijd      | 08-12-1986   |  |
| Pa Kalkman komt logeren bij Koos en Mien. Maar waar blijft hij?                                           |                    |                  |              |  |
| 6 | 78                 | Opgegeven        | 15-12-1986   |  |
| Pa Kalkman gaat naar het ziekenhuis voor onderzoeken. Lydie heeft een nieuwe tafel voor Gert Jan gekocht. |                    |                  |              |  |
| 7 | 79                 | Spit             | 22-12-1986   |  |
| Koos heeft spit.                                                                                          |                    |                  |              |  |
| 8 | 80                 | De Belasting     | 29-12-1986   |  |
| Er is brand geweest bij Jopie. Frits komt eten.                                                           |                    |                  |              |  |
| 9 | 81                 | Zwartkijken      | 05-01-1987   |  |
| Lydie koopt een nieuwe jurk voor het Rode Kruis Bal.                                                      |                    |                  |              |  |
| 10 | 82                 | Hoofdluis        | 12-01-1987   |  |
| Koos heeft hoofdluis. Lydie zoekt hulp bij Gert Jan.                                                      |                    |                  |              |  |
| 11 | 83                 | Super            | 19-01-1987   |  |
| Koos en Jopie willen een eigen zaak beginnen.                                                             |                    |                  |              |  |
| 12 | 84                 | Video            | 26-01-1987   |  |
| Koos en Jopie gaan in de video. Map doet een fotosessie.                                                  |                    |                  |              |  |
| 13 | 85                 | De das om        | 02-02-1987   |  |
| Hans gaat schaatsen met Esther.                                                                           |                    |                  |              |  |
| 14 | 86                 | De sjaal         | 09-02-1987   |  |
| Esther vergeet haar sjaal.                                                                                |                    |                  |              |  |
| 15 | 87                 | Henny Huisman    | 16-02-1987   |  |
| Lydie brengt de sjaal naar Esther. Henny Huisman komt op bezoek omdat hij keelpijn heeft.                 |                    |                  |              |  |
| 16 | 88                 | Echokabouter     | 23-02-1987   |  |
| Koos en Jopie gaan naar de notaris. Claire komt logeren.                                                  |                    |                  |              |  |
| 17 | 89                 | Schijnheilig     | 02-03-1987   |  |
| Mien heeft waterpokken. Haar zus Annie komt tijdelijk bij de dokter werken.                               |                    |                  |              |  |
| 18 | 90                 | Witte muizen     | 09-03-1987   |  |
| Gert Jan houdt zijn eerste spreekuur.                                                                     |                    |                  |              |  |
| 19 | 91                 | Wie is de baas?  | 16-03-1987   |  |
| Pa Kalkman rookt sigaar en steekt de bank in brand.                                                       |                    |                  |              |  |
| 20 | 92                 | De receptie      | 23-03-1987   |  |
| Er wordt een receptie gehouden ter gelegenheid van Gert Jans eerste spreekuur.                            |                    |                  |              |  |
| 21 | 93                 | Gast aan tafel   | 27-04-1987   |  |
| Special                                                                                                   |                    |                  |              |  |

### Seizoen 7 (1987-1988)
| Aflevering (seizoen)                                                                                                | Aflevering (serie) | Titel                  | Uitzenddatum |  |
| --- | ------------------ | ---------------------- | ------------ |  |
| 1 | 94                 | De tijdbom             | 08-11-1987   |  |
| Mien moet afrijden, maar probeert dat geheim te houden voor Koos.                                                   |                    |                        |              |  |
| 2 | 95                 | Opgeruimd staat netjes | 15-11-1987   |  |
| Gert Jan en Lydie hebben een discussie over de aanschaf van een computer.                                           |                    |                        |              |  |
| 3 | 96                 | Goudeerlijk            | 22-11-1987   |  |
| Koos stapt uit KoJoVideo. Teuntje en Gert Jan willen een fotostudio.                                                |                    |                        |              |  |
| 4 | 97                 | Op de groei            | 29-11-1987   |  |
| Jopie koopt een groeidiamant voor Annie. Koos koopt er ook een, maar houdt dat nog even geheim voor Mien.           |                    |                        |              |  |
| 5 | 98                 | Heerlijk avondje       | 06-12-1987   |  |
| Het is Sinterklaas. Mien heeft het pakje van Koos ontdekt en moet een list verzinnen om haar jaloezie te verbergen. |                    |                        |              |  |
| 6 | 99                 | Niet voor de poes      | 13-12-1987   |  |
| Er is een receptie in de fotostudio. Bhumibol, de poes van Gert Jan en Teuntje, wordt dood gevonden.                |                    |                        |              |  |
| 7 | 100                | Op hoop van zegen      | 20-12-1987   |  |
| De mannen gaan een dagje vissen. Het wordt echter noodweer.                                                         |                    |                        |              |  |
| 8 | 101                | Bemoeien               | 27-12-1987   |  |
| Mevrouw Hamer neemt haar vriend mee naar het spreekuur.                                                             |                    |                        |              |  |
| 9 | 102                | Opwindend              | 03-01-1988   |  |
| Op zaterdag komt de dokter bij Koos en Mien naar de videoband kijken.                                               |                    |                        |              |  |
| 10 | 103                | Floppy                 | 10-01-1988   |  |
| Lydie volgt stiekem een computercursus.                                                                             |                    |                        |              |  |
| 11 | 104                | De logé                | 17-01-1988   |  |
| Wiep, het nichtje van Hans Lansberg, komt.                                                                          |                    |                        |              |  |
| 12 | 105                | Veilig vrijen          | 24-01-1988   |  |
| Huub valt tijdens een nachtelijk avontuurtje van de ladder.                                                         |                    |                        |              |  |
| 13 | 106                | Privacy                | 31-01-1988   |  |
| Koos wordt op het postkantoor verdacht van pasjesfraude. Lydie wil rust omdat ze een lezing moet voorbereiden.      |                    |                        |              |  |
| 14 | 107                | Uit-aan-aan-uit        | 07-02-1988   |  |
| Er is kaas verdwenen uit het kastje van Gert Jan en Teuntje. Huub maakt de verkering met Wiep uit.                  |                    |                        |              |  |
| 15 | 108                | Cultuurshock           | 21-02-1988   |  |
| Gert Jan en Teuntje nodigen Hans en Lydie en Koos en Mien uit voor een Japans etentje. Wiep vertrekt.               |                    |                        |              |  |
| 16 | 109                | Een kettingreactie     | 28-02-1988   |  |
| Koos ontvangt een kettingbrief, maar heeft moeite om zijn eigen brieven weer kwijt te raken.                        |                    |                        |              |  |
| 17 | 110                | Even lezen             | 06-03-1988   |  |
| Pa Kalkman verkoopt zijn kettingbrieven in het ziekenhuis.                                                          |                    |                        |              |  |
| 18 | 111                | Piep                   | 13-03-1988   |  |
| Lydie heeft een nieuwe sleutelhanger met een piepje, zodat ze haar sleutels nooit meer kwijt kan raken.             |                    |                        |              |  |
| 19 | 112                | Eventjes dan           | 20-03-1988   |  |
| Mien koopt een auto.                                                                                                |                    |                        |              |  |
| 20 | 113                | Recht voor z'n raap    | 27-03-1988   |  |
| Gert Jan en Teuntje vertrekken naar Kenia.                                                                          |                    |                        |              |  |

### Seizoen 8 (1988-1989)
| Aflevering (seizoen) | Aflevering (serie) | Titel                            | Uitzenddatum |  |
| --- | ------------------ | -------------------------------- | ------------ |  |
| 1 | 114                | Wie-kent-wie-kwis                | 13-10-1988   |  |
| Wiep komt bij de familie wonen. Lydie valt in slaap achter het stuur en belandt in het ziekenhuis.                           |                    |                                  |              |  |
| 2 | 115                | Spoedgeval                       | 20-10-1988   |  |
| De fiets van Koos is gestolen.                                                                                               |                    |                                  |              |  |
| 3 | 116                | Leugentje om bestwil             | 27-10-1988   |  |
| Lydie komt uit het ziekenhuis.                                                                                               |                    |                                  |              |  |
| 4 | 117                | Kleine criminaliteit             | 03-11-1988   |  |
| Koos heeft een nieuwe fiets. Mien spreekt er schande van.                                                                    |                    |                                  |              |  |
| 5 | 118                | Kaartjes                         | 10-11-1988   |  |
| Mien koopt een nieuwe jurk voor de quiz.                                                                                     |                    |                                  |              |  |
| 6 | 119                | Kwissen                          | 17-11-1988   |  |
| Koos en Mien doen mee aan de Wie-kent-wie-kwis. Ze winnen.                                                                   |                    |                                  |              |  |
| 7 | 120                | Een schitterend tuinameubelement | 24-11-1988   |  |
| De prijzen van de quiz zijn bezorgd. Koos en Mien zoeken een bestemming voor de tuinmeubelen omdat ze zelf geen tuin hebben. |                    |                                  |              |  |
| 8 | 121                | Pas op de verf                   | 01-12-1988   |  |
| Omdat Koos nog steeds de voordeur niet geverfd heeft, vraagt Mien aan Wiep en haar klasgenoten om deze te beschilderen.      |                    |                                  |              |  |
| 9 | 122                | Bij de wilde konijnen af         | 08-12-1988   |  |
| Flossie jaagt de konijnen van buurman Buys op.                                                                               |                    |                                  |              |  |
| 10 | 123                | Matten                           | 15-12-1988   |  |
| Hans en Lydie gaan naar een bal in Leiden en ook Wiep en dokter John gaan uit.                                               |                    |                                  |              |  |
| 11 | 124                | Wijn                             | 22-12-1988   |  |
| Mien treedt kordaat op en redt een patiënt het leven. Als dank krijgt ze een doosje zeer kostbare wijn.                      |                    |                                  |              |  |
| 12 | 125                | Kunst                            | 29-12-1988   |  |
| De autoradio wordt gestolen.                                                                                                 |                    |                                  |              |  |
| 13 | 126                | Vertrek Wiep                     | 05-01-1989   |  |
| Wiep gaat naar Italië. Mien heeft een raadsel.                                                                               |                    |                                  |              |  |
| 14 | 127                | Lekker bellen                    | 12-01-1989   |  |
| Çanci komt langs en neemt haar Italiaanse vriend Paolo mee.                                                                  |                    |                                  |              |  |
| 15 | 128                | De expert                        | 19-01-1989   |  |
| Koos en Mien vermoeden dat Paolo misschien wel iets met de maffia te maken heeft. Dan staat ineens de politie op de stoep.   |                    |                                  |              |  |
| 16 | 129                | De Parelvissers                  | 26-01-1989   |  |
| Hans is jaloers. Een fles grappa zorgt voor opschudding.                                                                     |                    |                                  |              |  |
| 17 | 130                | Adio...                          | 02-02-1989   |  |
| Çanci en Paolo krijgen ruzie en vertrekken.                                                                                  |                    |                                  |              |  |
| 18 | 131                | Verrassing                       | 09-02-1989   |  |
| Wiep komt terug. Annie en Jopie hebben ruzie.                                                                                |                    |                                  |              |  |
| 19 | 132                | Athene                           | 16-02-1989   |  |
| Koos en Mien gaan op vakantie naar Griekenland. Annie en Jopie gaan mee.                                                     |                    |                                  |              |  |
| 20 | 133                | Athene II                        | 23-02-1989   |  |
| Koos en Mien, Annie en Jopie en Hans en Lydie zijn in Athene. Ze treffen elkaar niet.                                        |                    |                                  |              |  |

### Seizoen 9 (1989-1990)
| Aflevering (seizoen) | Aflevering (serie) | Titel               | Uitzenddatum |  |
| --- | ------------------ | ------------------- | ------------ |  |
| 1 | 134                | La Cloche           | 23-11-1989   |  |
| Wiep nodigt dokter John uit voor een etentje. |                    |                     |              |  |
| 2 | 135                | De doos van Pandora | 30-11-1989   |  |
| Oma komt terug uit Canada. Ze heeft echter de verkeerde koffer meegenomen van de luchthaven.                                                                     |                    |                     |              |  |
| 3 | 136                | Ingewikkeld         | 07-12-1989   |  |
| In het huis van oma worden allerlei alarmbellen aangelegd. Dit moet getest worden.                                                                               |                    |                     |              |  |
| 4 | 137                | Nee                 | 14-12-1989   |  |
| Volgens Hans moet Lydie eens wat vaker nee zeggen. |                    |                     |              |  |
| 5 | 138                | Kersenbonbons       | 21-12-1989   |  |
| Nellie, een nicht van dokter John, komt geld bij hem lenen. Mien doet de was voor buurman Buys en doet als verrassing een zakje kersenbonbons bij de schone was. |                    |                     |              |  |
| 6 | 139                | Top secret          | 28-12-1989   |  |
| Er worden verdovende middelen gestolen uit het gifkastje in de spreekkamer. Koos gaat een alarm aanleggen.                                                       |                    |                     |              |  |
| 7 | 140                | Lokaas              | 04-01-1990   |  |
| Mien lost cryptogrammen op met buurman Buys. Wiep ontmaskert de dief.                                                                                            |                    |                     |              |  |
| 8 | 141                | Oma's sleutel       | 11-01-1990   |  |
| Lydie is haar sleutel vergeten en gaat deze halen. |                    |                     |              |  |
| 9 | 142                | In de soep          | 18-01-1990   |  |
| Koos en Mien gaan onverwacht een weekendje naar een bungalowpark, maar Mien heeft net een pan soep gekookt.                                                      |                    |                     |              |  |
| 10 | 143                | Verstand van kunst  | 25-01-1990   |  |
| Mien heeft uit Griekenland een spuuglelijke vaas meegenomen. Hans weet wel een oplossing.                                                                        |                    |                     |              |  |
| 11 | 144                | Te water            | 01-02-1990   |  |
| Koos en Jopie verkopen een bootje aan Jan-Willem. |                    |                     |              |  |
| 12 | 145                | De etspers          | 08-02-1990   |  |
| Wiep is jarig. Ze krijgt een etspers. Of eigenlijk: ze krijgt er twee.                                                                                           |                    |                     |              |  |
| 13 | 146                | Sexy                | 15-02-1990   |  |
| Hans en Lydie gaan winkelen. |                    |                     |              |  |
| 14 | 147                | Feestje             | 22-02-1990   |  |
| Hans heeft geen zin in feestje en krijgt spit. |                    |                     |              |  |
| 15 | 148                | M.V. Greenpeace     | 01-03-1990   |  |
| Koos gaat helpen op een schip van Greenpeace. |                    |                     |              |  |
| 16 | 149                | Op actie            | 08-03-1990   |  |
| Koos gaat mee op actie met Greenpeace. Hij belandt in het ziekenhuis.                                                                                            |                    |                     |              |  |
| 17 | 150                | De slapjanus        | 15-03-1990   |  |
| Felix loopt weg van huis en zoekt een slaapplaats. Dokter John koopt een schilderij.                                                                             |                    |                     |              |  |
| 18 | 151                | Lamsbout            | 22-03-1990   |  |
| Mien braadt een lamsbout. De hele familie verheugt zich op het avondeten.                                                                                        |                    |                     |              |  |
| 19 | 152                | Het cadeau          | 29-03-1990   |  |
| Hans krijgt van een dankbare patiënt een schilderij. |                    |                     |              |  |
| 20 | 153                | Uitstel             | 05-04-1990   |  |
| Het gips van Koos mag er af. |                    |                     |              |  |

### Seizoen 10 (1990-1991)
| Aflevering (seizoen) | Aflevering (serie) | Titel                | Uitzenddatum |  |
| --- | ------------------ | -------------------- | ------------ |  |
| 1 | 154                | Kraaienloop          | 06-10-1990   |  |
| Hans gaat mee joggen met Wiep en dokter John. |                    |                      |              |  |
| 2 | 155                | Insluipers           | 13-10-1990   |  |
| In de buurt van Koos en Mien wordt ingebroken. De dieven belanden op hun zolder. |                    |                      |              |  |
| 3 | 156                | Gevoel voor humor    | 20-10-1990   |  |
| Lydie moet een lezing houden in Oldenzaal. Als ze wil vertrekken is ze haar autosleutels kwijt. Iedereen wordt gemobiliseerd om haar te helpen.                                                      |                    |                      |              |  |
| 4 | 157                | De Chinees           | 27-10-1990   |  |
| John probeert een videoband te halen op zijn oude adres. Daar woont nu een Chinese vrouw. |                    |                      |              |  |
| 5 | 158                | Rode vlekken         | 10-11-1990   |  |
| Jopie en Annie hebben ruzie. Hans heeft griep, maar helpt toch een patiënt. |                    |                      |              |  |
| 6 | 159                | Dinky toy            | 17-11-1990   |  |
| Mien en Lydie ruimen de zolder op. Oude stripboeken en dinky toys blijken nog veel geld waard te zijn.                                                                                               |                    |                      |              |  |
| 7 | 160                | Zorgen               | 24-11-1990   |  |
| Wiep verkoopt een schilderij aan Hans. |                    |                      |              |  |
| 8 | 161                | Heerlijk avondje     | 01-12-1990   |  |
| Koos en Mien verrassen elkaar met een cd-speler. |                    |                      |              |  |
| 9 | 162                | De blouse            | 08-12-1990   |  |
| Lydie en Hans vieren met een etentje dat ze elkaar 12,5 jaar kennen. Lydie wil per se de blouse dragen die ze destijds ook droeg.                                                                    |                    |                      |              |  |
| 10 | 163                | Kerstmis             | 15-12-1990   |  |
| Oma is het geld kwijt dat ze van Lydie heeft teruggekregen. Hans brengt uitkomst. Buurman Buys vertelt over zijn familie uit Rotterdam.                                                              |                    |                      |              |  |
| 11 | 164                | Amandla              | 29-12-1990   |  |
| Wiep vraagt dokter John om een tentoonstelling voor het ANC te openen. Buurman Buys schrijft een speech.                                                                                             |                    |                      |              |  |
| 12 | 165                | Lekker d'r uit       | 05-01-1991   |  |
| Hans gaat met oma naar een concert. Omdat oma het vergeten is, gaan ze samen golfen. |                    |                      |              |  |
| 13 | 166                | De Ming-vaas         | 12-01-1991   |  |
| Mien past op het huis van buurman Buys en breekt een vaas. |                    |                      |              |  |
| 14 | 167                | De portefeuille      | 19-01-1991   |  |
| Koos heeft een portefeuille met 12000 gulden gevonden. |                    |                      |              |  |
| 15 | 168                | Verlanglijstje       | 26-01-1991   |  |
| Fons Peereboom komt eten. Hans en Lydie hebben beloofd vooraf een door hem geschreven artikel te lezen.                                                                                              |                    |                      |              |  |
| 16 | 169                | 'n Veeg uit de pan   | 02-02-1991   |  |
| Flossie heeft schilderijen van Wiep vernield. Maar Mien krijgt de schuld. Dokter John en buurman Buys gaan weg.                                                                                      |                    |                      |              |  |
| 17 | 170                | J.A.M. Schellenduyn  | 09-02-1991   |  |
| Lydie en dokter John hebben een uitnodiging gekregen voor een huwelijk. Maar wie is J.A.M. Schellenduyn? In deze aflevering komen Henry Buys en Simone Bol-Buys langs, de personages uit Oppassen!!! |                    |                      |              |  |
| 18 | 171                | Leugentje om bestwil | 16-02-1991   |  |
| Mien wil iets aan haar figuur doen. Hans krijgt bezoek van een Schotse vriend. |                    |                      |              |  |
| 19 | 172                | Foster parents       | 23-02-1991   |  |
| Koos en Mien bestellen een Foster Parents-kind voor zichzelf en voor Annie en Jopie. Maar welk kind houden ze zelf en welk kind geven ze weg?                                                        |                    |                      |              |  |
| 20 | 173                | De bruiloft          | 02-03-1991   |  |
| Annie en Jopie gaan trouwen. Mien verliest een kroon. |                    |                      |              |  |

### Seizoen 11 (1991-1992)
| Aflevering (seizoen)                                                                                              | Aflevering (serie) | Titel                | Uitzenddatum |  |
| --- | ------------------ | -------------------- | ------------ |  |
| 1 | 174                | Vakantie             | 07-09-1991   |  |
| Dokter John en Wiep gaan op vakantie naar Bergen en ontmoeten Marius.                                             |                    |                      |              |  |
| 2 | 175                | De thuiskomst        | 14-09-1991   |  |
| Jopie gaat naar de dokter. Mien vreest het ergste en laat Annie terugkomen uit Duitsland.                         |                    |                      |              |  |
| 3 | 176                | De Snoek             | 21-09-1991   |  |
| Dokter John koopt een Snoek.                                                                                      |                    |                      |              |  |
| 4 | 177                | Fluitje van een cent | 28-09-1991   |  |
| Jopie speelt voor gemeenteambtenaar.                                                                              |                    |                      |              |  |
| 5 | 178                | De kamerjas          | 05-10-1991   |  |
| Hans krijgt een kamerjas van een dankbare (en verliefde) patiënte.                                                |                    |                      |              |  |
| 6 | 179                | Heel zeker           | 12-10-1991   |  |
| Mien wordt op straat beroofd en moet op het politiebureau de dader aanwijzen. Dan gaat ze twijfelen.              |                    |                      |              |  |
| 7 | 180                | De vermiste lente    | 19-10-1991   |  |
| Wiep en dokter John gaan op zoek naar een verdwenen schilderijtje van Wiep.                                       |                    |                      |              |  |
| 8 | 181                | Golfwidow            | 26-10-1991   |  |
| Er is een nieuwe bewoner in het huis van buurman Buys gekomen. Mien gaat op onderzoek.                            |                    |                      |              |  |
| 9 | 182                | Opname               | 02-11-1991   |  |
| Hans heeft een videorecorder gekocht om een golfwedstrijd op te nemen. Koos helpt Wiep met een schilderij.        |                    |                      |              |  |
| 10 | 183                | Massage              | 09-11-1991   |  |
| Annie krijgt bezoek van haar Duitse masseur.                                                                      |                    |                      |              |  |
| 11 | 184                | De erfenis           | 16-11-1991   |  |
| Koos en Mien erven een schildpad.                                                                                 |                    |                      |              |  |
| 12 | 185                | Herman               | 23-11-1991   |  |
| De schildpad is weggelopen.                                                                                       |                    |                      |              |  |
| 13 | 186                | De achtervolging     | 30-11-1991   |  |
| Mien wordt achtervolgd.                                                                                           |                    |                      |              |  |
| 14 | 187                | Het portret          | 07-12-1991   |  |
| Wiep heeft een portret van Koos geschilderd.                                                                      |                    |                      |              |  |
| 15 | 188                | Tante Engel          | 14-12-1991   |  |
| De tante van dokter John komt op bezoek.                                                                          |                    |                      |              |  |
| 16 | 189                | Buys is back         | 21-12-1991   |  |
| Wiep krijgt een beeld van Çanci. Buurman Buys is even terug uit Rusland, net nu Mien een vrije dag heeft genomen. |                    |                      |              |  |
| 17 | 190                | Betere stand         | 28-12-1991   |  |
| Koos wordt door Hans ingehuurd om te helpen bij een congres. Hij krijgt een baan aangeboden.                      |                    |                      |              |  |
| 18 | 191                | De clown             | 04-01-1992   |  |
| Koos en Jopie treden op in het ziekenhuis.                                                                        |                    |                      |              |  |
| 19 | 192                | Champagne            | 11-01-1992   |  |
| Lydie raakt haar auto kwijt.                                                                                      |                    |                      |              |  |

### Seizoen 12 (1992-1993)
| Aflevering (seizoen)                                                                                | Aflevering (serie) | Titel                              | Uitzenddatum |  |
| --------------------------------------------------------------------------------------------------- | ------------------ | ---------------------------------- | ------------ |  |
| 1                                                                                                   | 193                | Een lot uit de loterij             | 03-10-1992   |  |
| Koos en Mien winnen de Mifax Loterij.                                                               |                    |                                    |              |  |
| 2                                                                                                   | 194                | 'n Helpende hand                   | 10-10-1992   |  |
| John gaat naar Suriname. Koos wordt belazerd.                                                       |                    |                                    |              |  |
| 3                                                                                                   | 195                | Een jongensdroom                   | 17-10-1992   |  |
| Koos koopt een trein. Annie komt Mien vervangen bij de dokter.                                      |                    |                                    |              |  |
| 4                                                                                                   | 196                | Angel                              | 24-10-1992   |  |
| Mien en Koos gaan naar Ecuador.                                                                     |                    |                                    |              |  |
| 5                                                                                                   | 197                | Als de kat van huis is...          | 31-10-1992   |  |
| Annie schrikt van een muis. Mien en Koos komen thuis.                                               |                    |                                    |              |  |
| 6                                                                                                   | 198                | Koning Voetbal                     | 07-11-1992   |  |
| Mien wint de voetbalpool. Lydie is te gast in een programma van Paul Witteman.                      |                    |                                    |              |  |
| 7                                                                                                   | 199                | Staphylococulo                     | 14-11-1992   |  |
| Hans heeft een mrsa-besmetting opgelopen in het ziekenhuis.                                         |                    |                                    |              |  |
| 8                                                                                                   | 200                | Speculeren                         | 21-11-1992   |  |
| Koos doet een klusje bij mevrouw Bijlstra en vindt een geldkistje met oude aandelen.                |                    |                                    |              |  |
| 9                                                                                                   | 201                | Lansberg-connection                | 28-11-1992   |  |
| Wiep komt terug uit Suriname en heeft pakjes mee. Vanaf het vliegveld worden ze achtervolgd.        |                    |                                    |              |  |
| 10                                                                                                  | 202                | Sinterklaas                        | 05-12-1992   |  |
| Koos en Mien spelen Sint en Piet in het ziekenhuis.                                                 |                    |                                    |              |  |
| 11                                                                                                  | 203                | Kek in 't pak                      | 12-12-1992   |  |
| Flossie heeft vlooien. Hans gaat een nieuw pak kopen.                                               |                    |                                    |              |  |
| 12                                                                                                  | 204                | Surprise party                     | 19-12-1992   |  |
| Een oude tante van Mien en Annie is jarig en de zusjes besluiten samen op te treden.                |                    |                                    |              |  |
| 13                                                                                                  | 205                | De pottekijker                     | 26-12-1992   |  |
| Lydie krijgt een collega-huisarts over de vloer.                                                    |                    |                                    |              |  |
| 14                                                                                                  | 206                | Afzien                             | 02-01-1993   |  |
| Wiep wil boerenkool schilderen. Mien denkt daar anders over.                                        |                    |                                    |              |  |
| 15                                                                                                  | 207                | Annemarie                          | 09-01-1993   |  |
| Wiep krijgt haar vriendin Annemarie over de vloer.                                                  |                    |                                    |              |  |
| 16                                                                                                  | 208                | Wilde meiden                       | 16-01-1993   |  |
| Annemaries echtgenoot komt haar ophalen.                                                            |                    |                                    |              |  |
| 17                                                                                                  | 209                | Een wrak                           | 23-01-1993   |  |
| Oma is ziek en Lydie neemt haar mee naar huis. Koos koopt een boot.                                 |                    |                                    |              |  |
| 18                                                                                                  | 210                | Zeker is zeker                     | 30-01-1993   |  |
| Dokter John komt terug uit Suriname. De boot van Koos is gestolen.                                  |                    |                                    |              |  |
| 19                                                                                                  | 211                | De zoete inval                     | 06-02-1993   |  |
| Gert Jan, Pien, Pim en buurman Buys komen terug voor het huwelijk van Wiep en dokter John.          |                    |                                    |              |  |
| 20                                                                                                  | 212                | En ze leefden nog lang en gelukkig | 13-02-1993   |  |
| Wiep en dokter John trouwen, uitgerekend op de dag dat Mien 25 jaren in dienst van dokter Lydie is. |                    |                                    |              |  |

## Duitsland (1991)
| Aflevering | Titel                              |
| ---------- | ---------------------------------- |
| 1          | Ein Lover für Mama                 |
| 2          | Hexenschuß                         |
| 3          | Der Hund oder ich                  |
| 4          | 1:0 für Ulli                       |
| 5          | Der Trick                          |
| 6          | Liebeskummer                       |
| 7          | Ganz schön gerissen                |
| 8          | Die Schwester                      |
| 9          | Pension Winkler                    |
| 10         | Ankie - Punkie                     |
| 11         | Ein langsamer Prozeß               |
| 12         | Mich laust der Affe                |
| 13         | Geburtstagsgeschenke               |
| 14         | Samstagsstreß                      |
| 15         | Die Anzeige                        |
| 16         | Der falsche Hans                   |
| 17         | Macho, Macho                       |
| 18         | Presserummel                       |
| 19         | Cha Cha Cha                        |
| 20         | Konrad, Karma und Ki               |
| 21         | Ein starker Abgang                 |
| 22         | Durchbruch für Kurt                |
| 23         | Der Unternehmer                    |
| 24         | Die schöne Claudia                 |
| 25         | Frackzwang                         |
| 26         | Eine Bluthochzeit                  |
| 27         | Ein Tag wie jeder andere           |
| 28         | Haarige Zeiten                     |
| 29         | Hausmittelchen                     |
| 30         | Diät für Dünne                     |
| 31         | Stippvisite                        |
| 32         | Anglerlatein                       |
| 33         | Ehegymnastik                       |
| 34         | Wochenend und Sonnenschein         |
| 35         | Second Hand                        |
| 36         | Der große Reibach                  |
| 37         | Die Pendelmethode                  |
| 38         | Bauchschmerzen                     |
| 39         | Hahn im Korb                       |
| 40         | Schneewittchen und der achte Zwerg |